# Berekfürdő
Berekfürdő là một thị trấn thuộc hạt Jász-Nagykun-Szolnok, Hungary. Thị trấn này có diện tích 18,57 km², dân số năm 2010 là 990 người, mật độ 53 người/km².